# 韩式英语
韩式英语（韓語：或更正式的称为：／，“韩语式英语”）是用韩语中使用的英语单词（或源于英语的单词）。这些单词通常源于英语，并且在韩语中广泛使用，例如모터사이클（motorcycle），或是来自与韩语和英语的混合词（例如Officetel 오피스텔由Office + Hotel组成）但讲英语国家和地区并不使用。